# J・バルヴィン
J・バルヴィン（ホセ・アルヴァロ・オソリオ・バルヴィン、José Álvaro Osorio Balvín、1985年5月7日 - ）は、コロンビアのシンガーソングライター。2009年にEMIコロンビアと契約を結び、シングル『Ella Me Cautivó』でデビュー。2013年にリリースした3枚目のアルバム『La Familia』は、ビルボード・トップ・ラテン・アルバム・チャートで10位を獲得。同アルバムのトラックに収録されたシングル『6 AM』『Ay Vamos』のヒットにより、歌手として国際的な地位を確立させた。ビルボード・ホット・ラテン・ソングスで『6 AM』は2位、『Ay Vamos』は1位を獲得し、動画再生サイト・YoutubeにおけるMVの再生回数は両曲ともに10億回を超える。
2017年にリリースした自身最大のヒット曲である『Mi Gente』は、Spotifyのグローバル・チャートでラテン系アーティスト初となる1位を獲得。ビヨンセをフィーチャリングしたリミックスバージョンは、Billboard Hot 100で3位を獲得し、自身初となる米ビルボードにおけるトップ10入りを果たした。2020年3月時点で、YouTubeにおける『Mi Gente』のMVは再生回数26億回を超えており、ラテンミュージックにおいて3番目に多い再生回数を誇る。2018年、カーディ・Bにフィーチャリングされた『I Like It』で、初めてBillboard Hot 100で1位を獲得した。また、ロック・フェスティバルであるロラパルーザにおいて、ヘッドライナーを務めた最初のラテン系アーティストである。
バルヴィンの作る曲は基本的にレゲトンが中心だが、エレクトロニカ、ハウス・ミュージック、トラップ、R＆Bなどの様々なジャンルの作曲もしている。影響を受けたミュージシャンは、キング・オブ・レゲトンとも名高いダディー・ヤンキーや、レゲトン歌手ではないメタリカやニルヴァーナなどのロックバンドが挙げられる。アメリカ留学の経験があり、英語を話すミュージシャンとの共同制作やコラボレーションも多いが、スペイン語以外の言語を主とした曲は作らず、スペイン語の音楽を世界中の聴衆に届けたいと考えている。また、さまざまなスタイルを融合させたカラフルなファッションセンスでも有名。

## 来歴

### 1985 - 2013年：生い立ちと初期のキャリア
1985年5月7日、コロンビアのメデジンで中流階級の家庭のもとに生まれる。父親は経済学者兼ビジネスオーナーであり、街のはずれの丘の上に立つ大きな家で育った。幼少期から音楽に興味を持ち、メタリカやニルヴァーナなどのロックバンドを好んで聴いた。そのためバルヴィンの音楽スタイルにはグランジが取り入れられており、膝にニルヴァーナのタトゥーを入れていることを公言している。学生時代にダディー・ヤンキーの曲を聴き、レゲトンにも興味を持ち始める。自身もダディー・ヤンキーの熱狂的なファンであり、彼のスタイルからフロー、ラップ、ステージでの移動方法まで様々なことを真似していた。しかし、そのさなか父親の事業が失敗し、車と家を失い家族でより貧しい地域へ引っ越すこととなった。バルヴィンはこの時期のことを「私がBarrioに行けば人々は自分を裕福な人間だと見ますが、私がお金持ちの周りに行くと人々は自分をゲットーから来た人間だと見ます。これは感じ方の問題に過ぎず、私はどちらの世界でも同じように居心地良く感じます。私は世界を移動するのが好きです。」と述べている。 

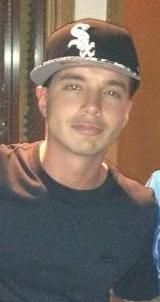
2012年のJ・バルヴィン

バルヴィンが17歳のとき、交換留学でオクラホマに移住。しかしその留学は期待に反するものであり、交換留学の終了後すぐに叔母の住むニューヨークのスタテンアイランドに移住し、音楽と英語をさらに学んだ。その間、ニューヨークを活動の拠点とする50セントやP・ディディなどのラッパーに魅了され、影響を受ける。歌手としてのキャリアを実現させるため、ニューヨークやマイアミ、メデジンでさまざまな仕事に就き、ときに屋根工事業者や住宅塗装業者などで違法に働き、自らの生活費や将来のための必要資金を稼いだ。さまざまな地を転々としたあと最終的にコロンビアへ戻ることを決意し、メデジンのEAFIT大学に進学、7年間在籍し国際ビジネスを専攻した。そして大学と並行しながらメデジンの色々なクラブでパフォーマンスを始め、真剣に歌手としてのキャリアを追求するため、19歳のとき芸名を『J Balvin』に決定した。
その後メデジンのフリースタイルバトルで、現在のビジネスパートナーでもあるDavid Rivera Mazoと出会う。2人は親友となり、レーベルを通さず自分たちだけで曲のプロデュースとプロモーション活動を始めた。当時のバルヴィンの曲は「本場のプエルトリコのレゲトンのお粗末な模倣」と評されていたが、試行錯誤の末一般的なレゲトンと比べてよりリラックスした独自のスタイルを確立した。2009年にEMIコロンビアと契約を結び、すぐにデビューシングル『Ella Me Cautivó』をリリース。この曲はトロピカル・ソングス・チャートで35位を獲得した。そして同年、デビューアルバムである『Real』をリリースした。その後2012年に『En Lo Oscuro』や『Como Un Animal』など、コロンビアで過去にヒットした曲をリミックスしたミックステープをリリース。同年、一夜限りの関係をテーマにした『Yo Te Lo Dije』という曲をリリースし、これがバルヴィンの初のヒット曲となった。そしてその1年後、ユニバーサル・ミュージックの子会社であるキャピトル・ラテンと契約した。

### 2014年 - 2015年: 『6 AM』の成功と『La Familia』

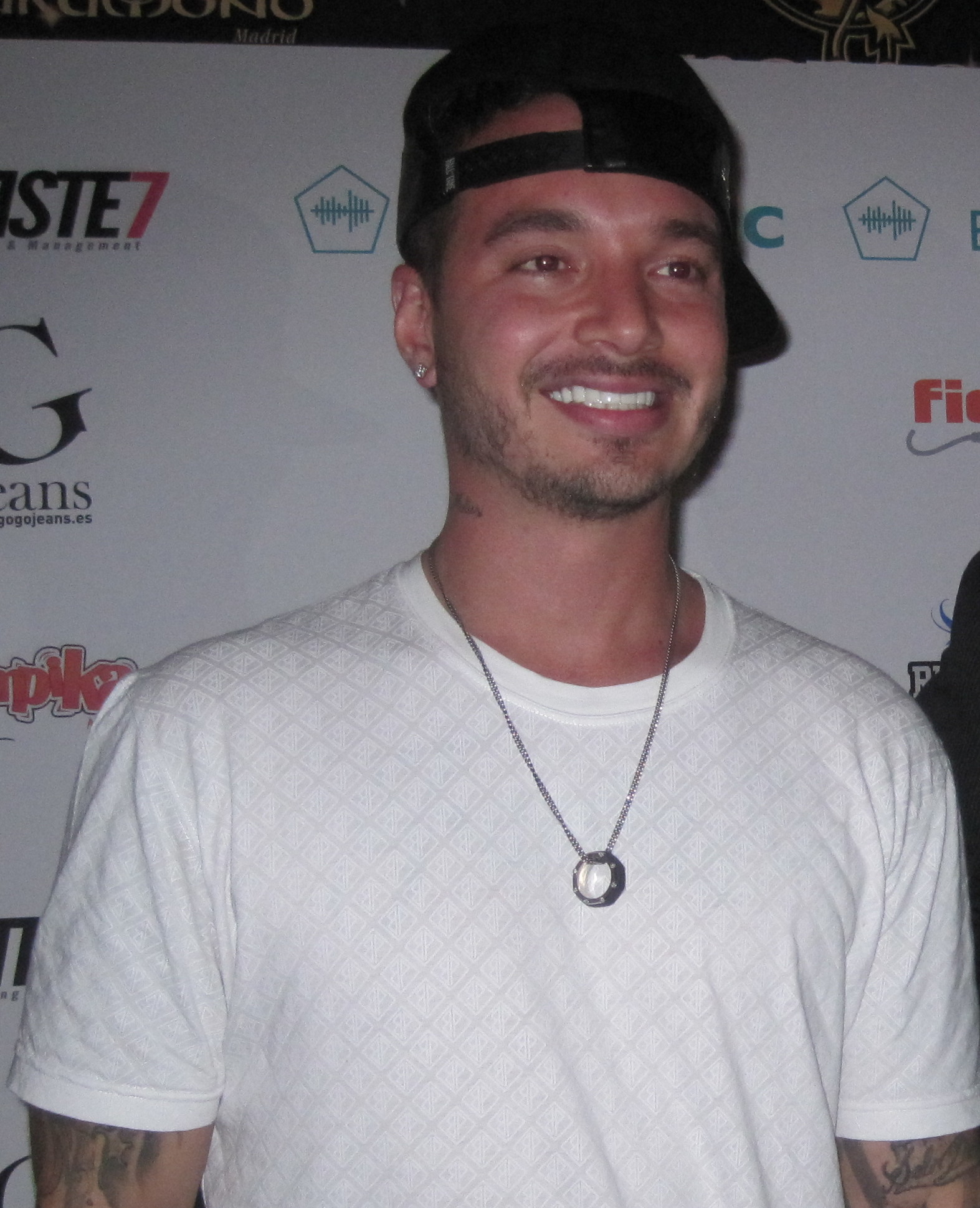
2014年6月のJ・バルヴィン

2014年2月、アルバム『La Familia』から、プエルトリコ人歌手ファルッコをフィーチャリングした新しいトラック『6 AM』をリリース。内容は「2人が昨日のパーティーで起きた出来事を思い出そうとする」というもので、バルヴィンはこの曲を映画『ハングオーバー！』のラテン版だと表現している。この曲はビルボード・ホット・ラテン・ソングスで2位、ビルボード・ラテン・リズム・エアプレイ・チャートで1位を獲得した。
その後まもなくして、新しいトラック『Ay Vamos』をリリース。この曲はアルバム『La Familia』のボーナストラックとして収録され、ビルボード・ホット・ラテン・ソングスで初の1位を獲得。ニッキー・ジャムとフレンチ・モンタナをフィーチャリングしたリミックスバージョンは、ワイルド・スピード SKY MISSIONのサントラに使用されるなど、『6 AM』を凌ぐヒットを記録した。同時に『6 AM』と『Av Vamos』を収録したアルバム『La Familia』は、ビルボード・トップ・ラテン・アルバム・チャートで10位を獲得し、168週間チャートに入り続けるヒットとなった。
2015年2月、スペイン語楽曲の音楽賞であるPremio Lo Nuestroで、『アーバンアーティストオブザイヤー』『アーバンアルバムオブザイヤー』などのアーバンカテゴリを席巻。同じく2月に開催されたBillboard Latin Music Awardsでは、13カテゴリでノミネートされ、そのうち8つのカテゴリで『6 AM』と『Ay Vamos』の両方が選ばれ、最終的に4つのカテゴリで受賞した。そして同年11月、2014年に『6 AM』でノミネートされたものの受賞を逃した、 Latin Grammy Award for Best Urban Songを『Ay Vamos』で受賞。またこの年に、アリアナ・グランデの『The Way』『Problem』、ロビン・シックの『Blurred Lines』、マルーン5の『Map』、プリンス・ロイスの『Stuck on a Feeling』などのヒット曲でフィーチャリングされ、リミックスバージョンを作曲した。

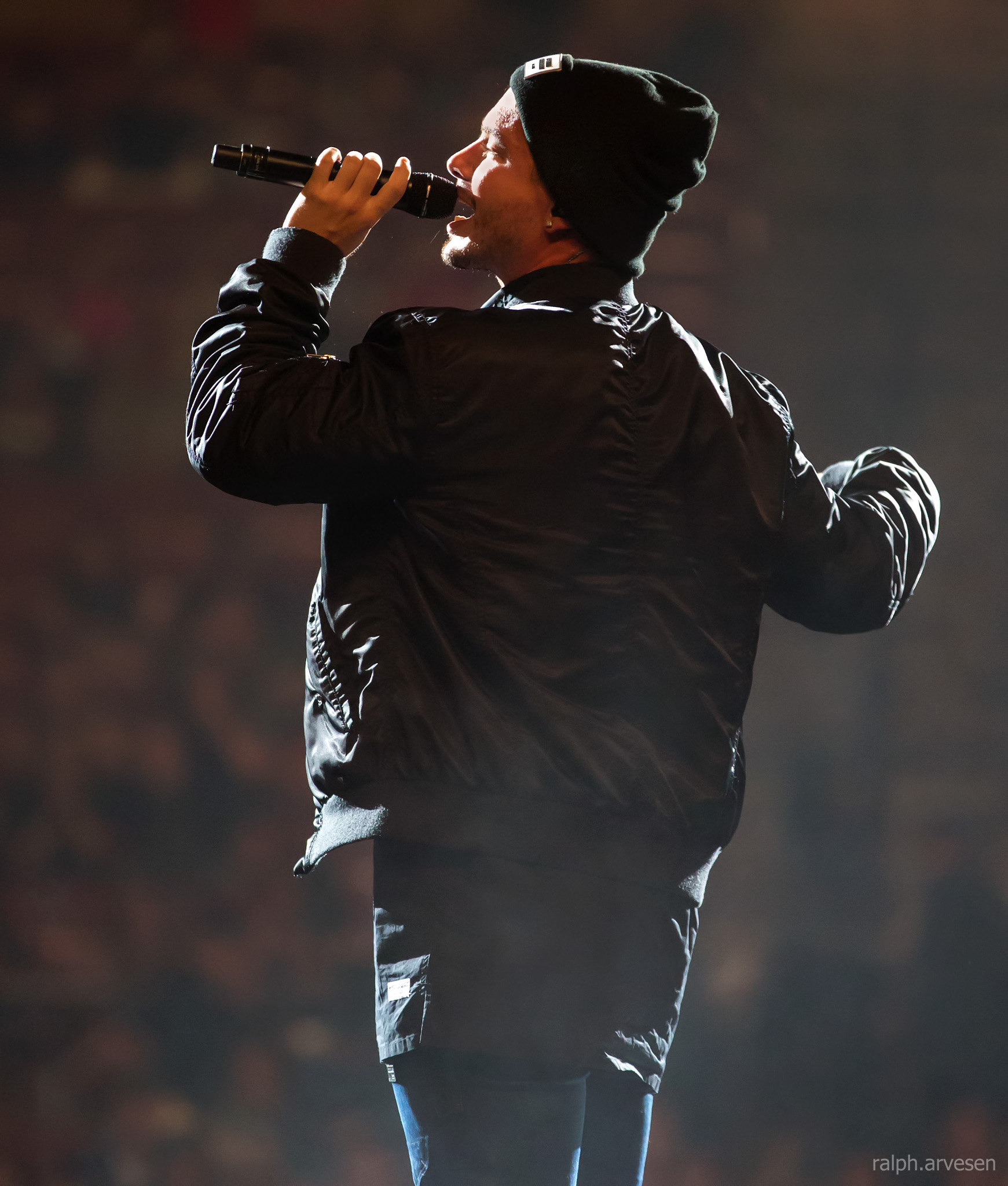
2015年のJ・バルヴィン

2015年6月、ドナルド・トランプの不法移民を侮辱するコメントに抗議するため、ミスUSA2015の出演をキャンセルした。トランプは2016年の大統領選挙キャンペーンにおいて「不法移民がドラッグ、犯罪、強姦をアメリカに持ち込んだ」等の不法移民やメキシコ人に対する非難の言葉を述べた。これに対しバルヴィンはメキシコ人側を擁護するコメントを出し、7月12日に出演が予定されていたルイジアナ州でのパフォーマンスをキャンセルした。このパフォーマンスは、自身初のアメリカ全土の主要なテレビ局への出演になることが予定されていた。

### 2016年 - 2017年: 『Energia』
2016年1月16日、スペイン語圏の有名人を対象とした授賞式Premios Juventudで、次回のアルバムの最初のトラック『Ginza』を披露。その週の後半にVEVOでMVが公開され、当時のラテンミュージックの再生回数の最高記録を塗り替え24時間で200万再生を記録した。この曲はビルボード・ホット・ラテン・ソングスで1位を獲得し、同チャートで最も1位に滞在した期間が長い曲としてギネス世界記録を樹立した。ローリング・ストーンのAndrew Casillasはこの曲を取り上げ「心地の良い流音のビート、"Ginza"はレゲトン史上最高の3分間だ」と評している。

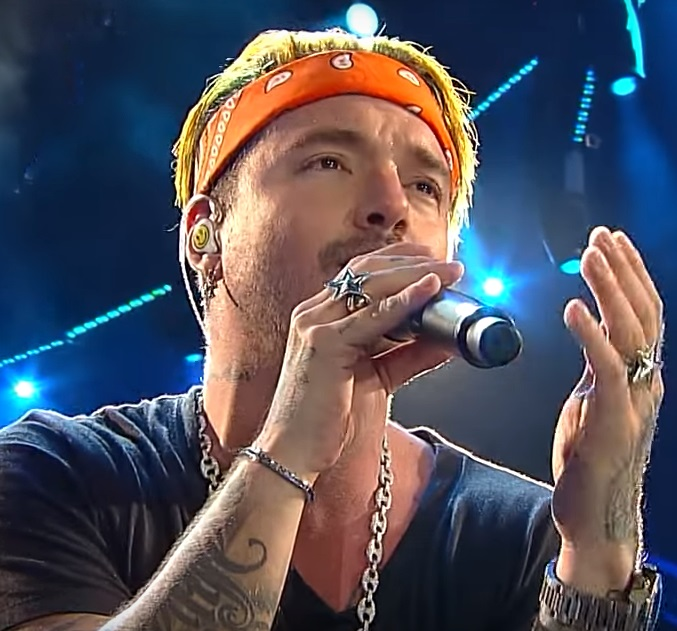
2017年3月にチリで『Sigo Extrañándote』を歌うJ・ヴァルビン

2016年6月24日、ファレル・ウィリアムス、ダディー・ヤンキー、フアネス、ヤンデルなどの多くの著名ミュージシャンをフィーチャリングした、4枚目のアルバム『Energia』をリリース。このアルバムはビルボード・トップ・ラテン・アルバム・チャートで初週1位を飾り、同時に同チャートで初の1位を獲得した。英語楽曲が殆どを占めるBillboard 200でも38位を獲得し、世界進出の先駆けとなる作品になった。また、フアン・ガブリエルの『Los Duo 2』、バンダMSの『Que Bendicion』に続き、ラテン系アーティストで3番目に多い初週売り上げを記録した。このアルバムから『Ginza』以外にも『Bobo』『Safari』『Sigo Extranandote』の3曲のヒット曲を出し、これらの曲はすべてビルボード・ラテン・ホット・ソングスで10位以内に入り、中でも『Bobo』は同チャートで1位を獲得するヒット曲となった。オールミュージックのMario Prunesは『Energia』を、「『Ginza』の成功により、リリースのほぼ1年前から国際的な大ヒットになることを確信していたアルバム」と表現した。また、ローリングストーンの「2016年ラテンアルバムベスト10」で、『Energia』は4位にランクインした。
2016年9月、『Energía』のプロモーション活動のため、Energíaツアーを開催した。マイアミ公演ではフレンチ・モンタナ、スティーブ・アオキ、
ザイオン & レノックス、バッド・バニーなどの著名アーティストもゲストとして参加した。このツアーは同月29日にメキシコのクリアカンで始まり、2018年1月28日にイギリスのロンドンで幕引きとなった。同年、アレハンドロ・サンスの『Cuando Seas Grande』およびソフィア・カーソンの『Love is the Name』でフィーチャリングされた。2017年、Es Nuestro Momentoと呼ばれるプロジェクトに参加し、サウンドクラウドおよびBuchanan's Whiskeyとパートナーシップを結んだ。このプロジェクトはバルヴィンの未発表のアカペラを入手でき、それを自分の好きな形に作り変えてミックステープを作曲することができるというもので、このプロジェクトの企画元であるBuchanan's Whiskeyは、ヒスパニック文化遺産月間を記念しEnergíaツアーのスポンサーも同時に務めた。

### 2017年 - 2018年: 『Mi Gente』と『Vibras』
2017年6月30日、ウィリー・ウィリアムをフィーチャリングした新しいシングル『Mi Gente』をリリース。この曲は同年8月1日にSpotifyのグローバル・チャートで1位を獲得し、ラテン系アーティスト初の快挙となった。Youtubeの再生回数は年内に15億回を突破し、2020年3月時点の再生回数は26億回を超え、ラテンミュージックにおいて3番目に多い再生回数を誇る。2017年9月、ビヨンセをフィーチャリングしたリミックスバージョンをリリース。このリミックスバージョンはBillboard Hot 100で3位を獲得し、自身初となる米ビルボードにおけるトップ10入りを果たした。ビヨンセの他にもスティーブ・アオキ、アレッソ、セドリック・ジェルヴェ、ディロン・フランシス、サナリー・ジェームズ & ライアン・マルシアーノ、ヘンリー・フォンの6人をフィーチャリングし、それぞれのリミックスバージョンをリリースした。楽曲の世界的なヒットにもかかわらず『Mi Gente』はラテン・グラミー賞を受賞せず、ルイス・フォンシのヒット曲、『Despacito』に多くの賞が贈られた。グラミー賞の式典では、『Mi Gente』『Si Tu Novio Te Deja Sola』とともに、フレンチ・モンタナをフィーチャリングした楽曲『unforgettable』をバッド・バニーと披露した。

### 2018年 - 2019年: 『Machika』と『I Like It』
2018年1月19日、ブラジルの歌手であるアニッタとアルバ出身のアーティストJeonをフィーチャリングした新しいシングル『Machika』をリリースした。同年3月1日にはニッキー・ジャムにフィーチャリングされた『X』をリリースし、Youtubeで1カ月以内に2億8800万回再生を記録した。ニッキー・ジャムは『X』の成功はバルヴィンの貢献のおかげであると述べている。また、カーディ・Bのデビューアルバム『Invasion of Privacy』にも参加し、トラックに収録されたシングル『I Like It』でバッド・バニーと共にフィーチャリングされ、これがバルヴィン初のBillboard Hot 100で1位を獲得した楽曲となった。
2018年4月9日、インスタグラムで5枚目のアルバム『Vibras』が5月25日にリリースされることを発表した。4月23日には、アルバムのプロモーションのためVibrasツアーを27都市で開催することが発表された。

### 2019年 - 現在: 『Oasis』と『Colores』
2019年6月27日、バッド・バニーと共作した6枚目のアルバム『Oasis』をリリース。このアルバムは、USラテンアルバムチャートで1位、Billboard 200で9位を記録した。11月14日に開催された第20回ラテン・グラミー賞では、ロザリアとの楽曲『Con Altura』で最優秀アーバンソング賞を受賞した。2019年にYouTubeで最も再生されたミュージックビデオには、『Con Altura』『China』『No Me Conoce (Remix)』がそれぞれ2位、4位、5位にランクインした。
2020年2月2日、マイアミで開催された第54回スーパーボウルのハーフタイムショーにゲスト出演し、自身の楽曲『Que Calor』『Mi Gente』とジェニファー・ロペスの『ラヴ・ドント・コスト・ア・シング』のマッシュアップを披露した。2月20日に開催されたプレミオ・ロ・ヌエストロ 2020では、『Oasis』で年間最優秀アルバム賞を、特別賞としてグローバルアイコン賞を受賞した。3月19日には、7枚目のアルバム『Colores (コロレス)』をリリース。「Colores」はスペイン語で「色 (Color)」を意味し、アルバムの収録楽曲にはすべて色の名前がつけられている。7月には、映画『スポンジ・ボブ スポンジ・オン・ザ・ラン』のサウンドトラックのリードシングルとして、Tainyとのコラボ曲『Agua』を発表した。

## アーティスト性

### 音楽性
批評家はバルヴィンの音楽スタイルを、ダディー・ヤンキーが率いる国際的なブームを起こした初期のレゲトンと比較している。The FaderのMarlon Bishopは、バルヴィンの歌い方を「穏やかなドロール」と表現している。バルヴィンは通常ラップではなくビートを歌い、より旋律的でポップ・ミュージックの影響を受けたスタイルを好む。The FaderのMarlon Bishopは、バルヴィンの作る音楽を「初期のレゲトンがハードエッジで強いビートを好むのに対し、バルヴィンのレゲトンはどこか哀愁の漂うようなゆったりとしたメロディーだ」と表現している。バルヴィンはメデジン発祥の新しいレゲトンを普及したと評価され、現在メデジンからはマルーマなどのレゲトンの新星が多数輩出されている。
バルヴィンは自身の音楽性にダディー・ヤンキーを最も影響の受けた人物として挙げているが、初期に影響を受けたミュージシャンには前述したメタリカやニルヴァーナなどのロックバンド、そしてサルサ歌手のエクトル・ラボーやラッパーのスヌープ・ドッグなどを挙げている。その他にも2パック、ノトーリアス・B.I.G.、ウータン・クラン、ボーン・サグズン・ハーモニー、オニックスなどのヒップホップアーティストの曲を好んで聴いており、この経験が現在のバルヴィンの音楽スタイルに大きく影響している。アメリカのポップシンガーであるカミラ・カベロは、影響を受けたミュージシャンにバルヴィンを挙げている。

### パブリックイメージと歌詞
バルヴィンのパブリックイメージについて、The FaderのMarlon Bishopは「バルヴィンは悪い男ではなく、手入れの行き届いているやんちゃな男だ。」と表現している。バルヴィンはスナップチャットやインスタグラムなどのソーシャルメディアが自身の成功に不可欠なコンテンツであると述べており、そのため自身のソーシャルメディアアカウントはすべて自分自身で管理している。ビジネスパートナーであるDavid Rivera Mazoは、バルヴィンが「おばあちゃんが好むほど綺麗で、ストリートでも好まれるほど官能的な音楽を作りたい。」と考えていると説明した。これが理由でカナダのアーティストであるドレイクとしばしば比較されることがあるが、この比較はバルヴィン自身も認めている。
レゲトンの女性蔑視について、バルヴィンは「私には母親、姉、親戚がいます。レゲトンが男性優位社会であり女性蔑視主義であるという誤解を払拭したいです。それどころか私は女性の最大のファンであり、彼女たちは私に多くのインスピレーションを与えます。」と述べている。またバルヴィンはコロンビアの暴力的な歴史についてを歌詞にすることを控えており、それはコロンビアのステレオタイプを悪化させるだけであり、パブロ・エスコバルが台頭していた麻薬大国時代からは大幅に改善されていると述べている。代わりにバルヴィンは、いたって日常的で親しみやすい内容の歌詞を書くことが多い。ユニバーサルミュージックとキャピトル・ラテンのLuis Estradaは「バルヴィンは一般的なレゲトンのルールをすべて覆し、人々はだから魅了される...ただし彼自身はあまり深く考えてはいないでしょう。」と述べている。また、バルヴィンのライブには女性ダンサーが一切出演しないというのも特徴であり、レゲトン歌手としては異端的である。
バルヴィンは英語に堪能であり、英語を話すミュージャンとの共同制作やコラボレーションを頻繁に行っているのにもかかわらず、スペイン語以外の言語を主とした曲は作らないでいる。バルヴィンは、英語の音楽とスペイン語の音楽がクロスオーバーするために言語を統一する必要はなく、それでしてレゲトンを世界的に人気なジャンルにすることを目標にしており、「私はスペイン語で歴史を刻みたい。大衆を自分の世界に、自分のサウンドに、皆に私がしていることを知ってほしい。そして英語で歌わなくても、大衆的なアーティストに私を尊重してもらいたい。スペイン語でもグローバルな世界で戦えるということを知ってほしい。」と述べている。アメリカのアーティストのファレル・ウィリアムスはバルヴィンの楽曲『Safari』のサビをスペイン語で歌い、これにバルヴィンはアメリカのミュージシャンがスペイン語で歌うことは最大の夢の1つであると述べた。しかしながら2017年、ピットブルにフィーチャリングされた『Hey Ma』のイングリッシュバージョンを英語で録音し、機会があれば英語で歌うことを受け入れていると説明した。

### ファッション

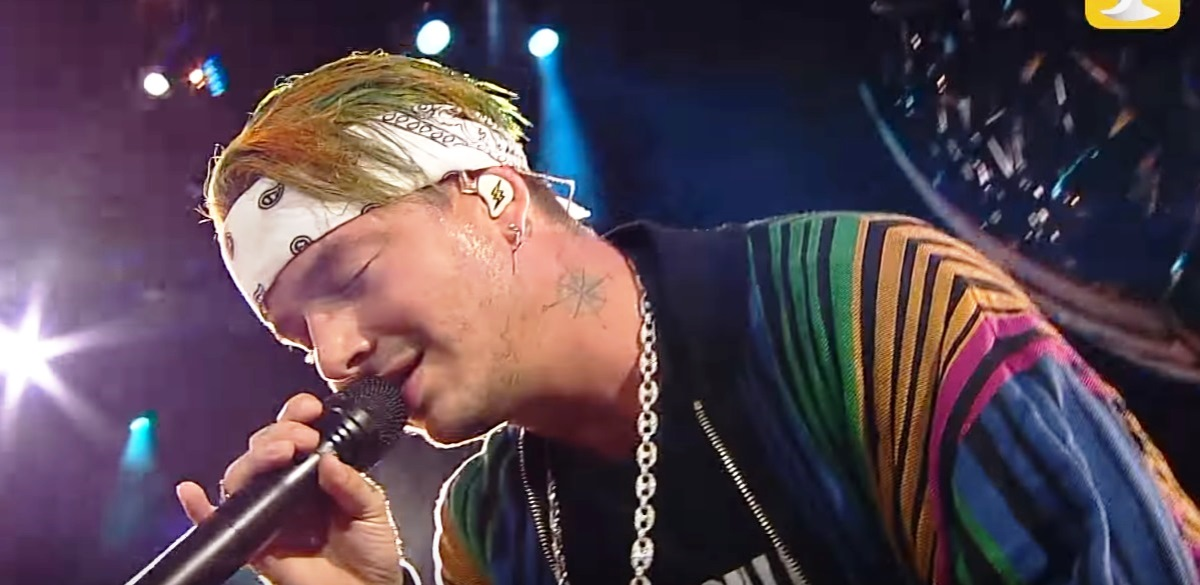
バルヴィンは風変りなファッションで有名で、髪の毛をカラフルに染めている。

バルヴィンは、ファッションについて「音楽と同じくらいに情熱を注いでいるもの」と述べている。カウボーイハット、カラウルなスポーツウェア、ダメージジーンズなどの風変りなアクセサリーを身に着けることで知られ、2017年にはニューヨーク・コレクションの大使に任命され、ファッションブランドOvadia & Sonsの春のカタログにも採用された。ローリングストーンのIsabela Raygozaは、2017年のラテン・グラミー賞にネオンカラーの金髪とカラフルなスポーツウェアを着て出演したバルヴィンを「ラテンとエミネム」と表現した。2019年1月には、ゲスとコラボレーションし「GUESS x J.BALVIN」と題した限定コレクションを発売した。

## 私生活
バルヴィンは、ベネズエラ危機とコロンビアの国境で起きていることについて「嘆かわしい」と叫び、ソーシャルメディアキャンペーンである#LatinosSomosFamilia（私たちはラテンファミリー）を作成し、避難民を支援するために請願書への署名を募った。このキャンペーンはドナルド・トランプへの抗議のためミスUSAの出演をキャンセルした直後に開始され、多くの著名なラテンアーティストも参加した。
2016年8月、家族との休暇のためハバナから帰国する際に飛行機事故に巻き込まれた。飛行機は離陸時の操作を誤り、滑走路を出てすぐの場所に着陸した。幸いにも事故で負傷した人はおらず、バルヴィン自身も奇跡であると話している。
バルヴィンはパニック障害を発症し、そのときは「自分の幸せを忘れてしまった」「ホセ（バルヴィンの名前）を忘れていた」と語っている。またバルヴィンの母は、発作、慢性疼、精神障害などを引き起こす遺伝子疾患の急性間欠性ポルフィリン症に苦しんでおり、その母親を想いバルヴィンの胸には「Familia」のタトゥーが彫られている。
人気を博しアメリカへ移住する多くのレゲトン歌手とは違い、バルヴィンは故郷のメデジンに住み続け「メデジンは私を本物に保ちます。私はどこへ行っても本物を保ち続けますが、それは自分のルーツと繋がりを持つ人々との暮らしがあってのことです。私は自分の国で暮らし続けます！私は更なる名声を求め故郷を離れる者を尊敬しますが、私はコロンビアが良いのです。」と述べている。
恋愛においては、コロンビアのモデルであるアレハンドラ・ブイトラゴと3年間の交際を認めているが、2015年に破局している。2017年には、恋愛について記者に聞かれた際「家族を持ちたいです。しかしそれはタイミングの問題です。」と述べた。

## ディスコグラフィー
- Real (2010)
- El Negocio (2011)
- La Familia (2013)
- Energía (2016)
- Vibras (2018)
- Oasis (Bad Bunnyと共同制作) (2019)
- Colores (2020)
- JOSE（2021）

## ツアー
- The Sun Comes Out World ツアー（シャキーラのサポートとして） (2011)
- Sex and Love ツアー (エンリケ・イグレシアスのサポートとして)（2014）
- La Familia ツアー（ベッキー・Gと共に）(2015)
- Energía ツアー (2016 – 2018)
- Vibras ツアー (2018)
- Arcoiris ツアー (2019)